# Веркор (горный массив)
Веркор (фр. Massif du Vercors) — горный массив во Французских Предальпах.
Массив Веркор расположен на юго-востоке Франции на территории департаментов Дром и Изер. Высшая точка — 2341 м (Гран-Веймон). Массив включает в себя несколько хребтов и горных плато. Скалы Веркора на востоке возвышаются над Греноблем. Массив сложен известняками и вмещает множество карстовых пещер, в том числе такие глубокие и протяжённые как Гуфр-Берже, Scialet de les Nuits Blanches.
От Альп (Альпы Дофине) Веркор отделён долинами рек Драк и Изер.
Во время оккупации Франции в 1944 году на территории массива существовала партизанская Свободная республика Веркор.